# Cardanus reticulatus
Cardanus reticulatus es una especie de coleóptero de la familia Lucanidae.

## Distribución geográfica
Habita en Sumatra (Indonesia).